# Nieuwe synagoge (Oss)
De (nieuwe) synagoge is een voormalig Joods gebedshuis in de Noord-Brabantse plaats Oss. Het gebouw is gelegen aan de Oude Kerkstraat 21.

## Geschiedenis
Deze synagoge werd in 1959 ingewijd, nadat de oorspronkelijke synagoge tijdens de Tweede Wereldoorlog onherstelbaar was vernield. In 2010 werd de synagoge gesloten omdat de Joodse religieuze gemeenschap te klein was geworden. Het gebouw is niet gesloopt, maar werd in 2017 verkocht aan een particulier.

## Architectuur
De synagoge werd gebouwd in de stijl van het naoorlogs modernisme met elementen uit de Bossche School. Architect was Jos Bijnen. Het betreft een gebouw op rechthoekige plattegrond, in betonskeletbouw en baksteen. Het dak bestaat uit betonschalen. Ook zijn er grote glaswanden.